# Vicenta Chávez Orozco
Vicenta Chávez Orozco (Cotija de la Paz, 6 de febrero de 1867-30 de julio de 1949), también conocida por su nombre religioso María Vicenta de Santa Dorotea, fue una monja católica mexicana fundadora de las Siervas la Santísima Trinidad y los Pobres. Orozco fue ingresada en un hospital de Guadalajara con neumonía y allí experimentó un llamado radical para ayudar a otros en el mismo hospital que estaban enfermos, se recuperó y pronto regresó para cumplir esta promesa, para luego convertirse en religiosa y establecer su propia orden.
Orozco fue beatificada y convertida en Sierva de Dios el 13 de abril de 1978 por el Papa Pablo VI y luego nombrada Venerable por el Papa Juan Pablo II el 21 de diciembre de 1991, quien también la beatificó el 9 de noviembre de 1997.

## Vida
Era una niña piadosa que fomentaba una gran devoción por el Niño Jesús y muchas veces hacía pequeños altares e invitaba a otros niños a reflexionar con ella.  En 1866 acompañó a sus padres y hermanos a Guadalajara a un nuevo hogar donde había gente pobre y obreros. Orozco fue hospitalizado con neumonía el 20 de febrero de 1892 en el hospital de la Santísima Trinidad. Se recuperó de su neumonía el 10 de julio de 1892 y luego regresó al hospital en el que pasó un tiempo para dedicarse a otras personas enfermas según su decisión. 
Hizo sus votos privados el 25 de diciembre de 1895, junto a Catalina Velasco y Juana Martín del Campo, y luego hizo su profesión canónica completa como religiosa profesa en 1911. Entre tanto, fundó su propia orden religiosa - las Siervas del Espíritu Santo y los Pobres - el 12 de mayo de 1905 con la ayuda del sacerdote Miguel Cano Gutiérrez; la orden recibió la aprobación diocesana el 10 de agosto de 1911 y luego fue agregada a la Orden de los Frailes Menores el 2 de octubre de 1939.  Fue nombrada su superior en 1913 y ocupó el cargo hasta 1943. En 1914, durante la Revolución Mexicana, las fuerzas de Venustiano Carranza se apoderaron de la Catedral de Guadalajara y tomaron como rehenes a varios sacerdotes y religiosos, entre los que también se encontraba ella.
A partir de 1942 comenzó a sufrir problemas de visión y una serie de otros problemas de salud, pero todavía era la primera persona en llegar cada mañana a la capilla para la misa a las 4:00 a. m., pero el 29 de julio de 1949 no apareció porque sufrió un ataque cardíaco. En la elevación de la Eucaristía tomó un último respiro y murió en el hospital Santísima Trinidad de Guadalajara.  Su orden recibió posteriormente el decreto pontificio de alabanza del Papa Juan XXIII el 28 de abril de 1962 y está presente en ocho diócesis mexicanas; había 151 religiosos en 24 casas en 2005.

## Beatificación
El proceso de beatificación se inició por el Papa Pablo VI el 13 de abril de 1978, después de que la Congregación para las Causas de los Santos emitiera el " nihil obstat " (nada en contra) oficial a la causa y la titulara como Sierva de Dios, al tiempo que permitía que se llevara a cabo un proceso cognitivo. lugar; dicho proceso celebrado en Guadalajara fue convalidado en Roma el 5 de mayo de 1983.
Posteriormente, la postulación envió el expediente oficial de Positio a la CCS en 1989 y permitió que una junta de teólogos expresara su asentimiento al contenido del expediente el 26 de abril de 1991; la CCS también lo hizo en su reunión del 5 de noviembre de 1991. Orozco fue declarada Venerable el 21 de diciembre de 1991 después de que el Papa Juan Pablo II emitiera un decreto confirmando su vida de virtudes heroicas .
El milagro necesario para que ella sea beatificada fue investigado y posteriormente validado el 2 de octubre de 1992, mientras que una junta médica aprobó la curación como un milagro legítimo el 10 de octubre de 1996; los teólogos se reunieron y aprobaron el 10 de enero de 1997, mientras que la CCS hizo lo mismo el 8 de abril de 1997. Juan Pablo II emitió la aprobación final necesaria para la beatificación el 7 de julio de 1997 y beatificó a la difunta monja el 9 de noviembre de 1997 en la Plaza de San Pedro.